# 壞心情
〈壞心情〉（英語："Mood"）是美國說唱歌手24K純金痞孩與波多黎各裔美國說唱歌手伊恩·迪奥共同合作的單曲，由哥伦比亚唱片於2020年7月24日發行。後來被收錄在24K純金痞孩首張錄音室專輯《黃金國度》。這首歌是在24K純金痞孩和迪奧正在玩決勝時刻系列遊戲，製作人KBeaZy和奧馬·費迪正在製作節拍時出現的。在歌曲的早期版本完成後，布萊克·斯拉特金很快就被任命為製作人。2020年8月5日，歌曲的音樂錄影帶發行。2020年11月6日，與加拿大歌手小賈斯汀及哥倫比亞歌手J·巴爾文發行了歌曲的混音版本。
這首流行饒舌和情緒說唱歌曲圍繞著受獨立搖滾和後油漬搖滾啟發的吉他即興演奏演唱，並包含了陷阱音樂的元素。這首歌在短視頻社交軟件抖音上獲得了極大的成功。之後，旋即獲得了美國唱片業協會（RIAA）的四白金認證。〈壞心情〉在美國《告示牌》百大單曲榜上得到了第一名，並連續維持了九週。樂評家對此首單曲的評價多是正面的，稱其旋律「琅琅上口」。〈壞心情〉也被《Slate》、《告示牌》、《紐約時報》等報章雜誌列入2020年最佳歌曲名單中。
24K純金痞孩與迪奧在2020年MTV歐洲音樂獎、2020年全美音樂獎、《美國之聲》第19季最終集、迪克·克拉克的跨年搖滾夜、《吉米夜現場》和《艾倫·狄珍妮秀》等知名節目及活動中現場表演了歌曲。
2020年11月，英國迷幻流行樂隊Glass Animals在BBC廣播一台的Live Lounge節目翻唱了〈壞心情〉。同月，美國後硬核樂隊Our Last Night也翻唱了這首歌。

## 製作名單
製作名單取自Tidal。
- 24K純金痞孩：人聲
- 伊恩·迪奧：人聲
- 布萊克·斯拉特金：製作、編曲、貝斯、吉他、聲樂工程
- 奧馬·費迪：製作、編曲、貝斯、吉他
- 基剛·巴赫：製作、編曲
- 克里斯·格林格（英语：Chris Gehringer）：母帶後製
- 曼尼·馬羅奎因（英语：Manny Marroquin）：混音
- 羅賓·佛羅蘭特：混音
- 瑞恩·亞當·坎圖：聲樂工程
- 克里斯·嘉蘭德：聲樂工程助理
- 傑若米·因哈勃：聲樂工程助理

## 榜單表現
| 榜單（2020–2021年）                  | 最高 名次 |
| ------------------------------------ | --------- |
| 阿根廷（Argentina Hot 100）          | 21        |
| 澳大利亚（澳大利亚唱片业协会單曲榜） | 1         |
| 澳大利亞（ARIA）                     | 1         |
| 奥地利（Ö3四十强单曲榜）             | 1         |
| 比利时佛兰德（Ultratop五十强单曲榜） | 2         |
| 比利时瓦隆（Ultratop五十强单曲榜）   | 2         |
| 加拿大（Canadian Hot 100）           | 1         |
| 加拿大（《告示牌》Canada CHR）       | 1         |
| 加拿大（《告示牌》Canada Hot AC）    | 7         |
| 捷克（電台百強單曲榜）               | 4         |
| 捷克（百強數位單曲榜）               | 1         |
| 丹麥（Hitlisten单曲榜）              | 1         |
| 薩爾瓦多（拉美監控）                 | 15        |
| 芬蘭（芬蘭官方榜單）                 | 3         |
| 法國（SNEP）                         | 7         |
| 德国（德國官方單曲榜）               | 1         |
| 全球（《公告牌》全球二百强单曲榜）   | 2         |
| 希臘（國際唱片業協會希臘分會）       | 4         |
| 匈牙利（四十强电台榜）               | 2         |
| 匈牙利（四十強單曲榜）               | 13        |
| 匈牙利（四十強串流榜）               | 1         |
| 冰島（Tónlistinn）                   | 11        |
| 印度（IMI）                          | 15        |
| 愛爾蘭（愛爾蘭唱片音樂協會单曲榜）   | 1         |
| 義大利（FIMI）                       | 7         |
| 立陶宛（AGATA）                      | 3         |
| 馬來西亞（RIM）                      | 10        |
| 荷兰（荷蘭四十強單曲榜）             | 3         |
| 荷兰（百强单曲榜）                   | 1         |
| 新西兰（新西兰唱片音乐协会单曲榜）   | 1         |
| 挪威（世道單曲榜）                   | 1         |
| 巴拿馬（拉美監控）                   | 14        |
| 波蘭（波蘭百大電台榜）               | 3         |
| 葡萄牙（葡萄牙唱片業協會单曲榜）     | 1         |
| 羅馬尼亞（Airplay 100）              | 1         |
| 蘇格蘭（官方榜单公司單曲榜）         | 10        |
| 新加坡（RIAS）                       | 4         |
| 斯洛伐克（電台百強單曲榜）           | 7         |
| 斯洛伐克（百強數位單曲榜）           | 1         |
| 斯洛維尼亞（SloTop50）               | 2         |
| 南非（RISA）                         | 5         |
| 西班牙（PROMUSICAE）                 | 32        |
| 瑞典（瑞典最熱榜）                   | 1         |
| 瑞士（瑞士热门音乐榜）               | 1         |
| 英國（官方榜单公司單曲榜）           | 1         |
| 美国（《告示牌》百大單曲榜）         | 1         |
| 美國（《告示牌》成人當代單曲榜）     | 20        |
| 美國（《告示牌》Adult Pop Airplay）  | 1         |
| 美國（《告示牌》Hot Rap Songs）      | 1         |
| 美國（《告示牌》Hot Rock Songs）     | 1         |
| 美國（《告示牌》Pop Airplay）        | 1         |
| 美國（《告示牌》Rhythmic Songs）     | 1         |
| 美國（《告示牌》Rock Airplay）       | 7         |
| 美國（《滾石》百強單曲榜）           | 1         |

| 榜單（2020年）                     | 名次 |
| ---------------------------------- | ---- |
| 澳洲（澳大利亚唱片业协会榜）       | 17   |
| 奧地利（Ö3四十強音樂榜）           | 9    |
| 比利時佛兰德（Ultratop單曲榜）)    | 33   |
| 比利時瓦隆（Ultratop單曲榜）       | 55   |
| 加拿大（加拿大百強單曲榜）         | 39   |
| 丹麥（Hitlisten）                  | 14   |
| 法國（法國唱片出版業公會）         | 67   |
| 德國（德國官方榜單）               | 18   |
| 義大利（意大利音乐产业联盟）       | 53   |
| 荷蘭（荷蘭四十強單曲榜）           | 18   |
| 荷蘭（百強單曲榜）                 | 17   |
| 紐西蘭（新西兰唱片音乐协会）       | 39   |
| 羅馬尼亞（百大電台榜）             | 74   |
| 瑞典（瑞典最熱榜）                 | 11   |
| 瑞士（瑞士热门音乐榜）             | 16   |
| 英國（官方榜单公司單曲榜）         | 20   |
| 美國（《告示牌》百強單曲榜）       | 47   |
| 美國（《告示牌》熱門饒舌歌曲榜）   | 20   |
| 美國（《告示牌》熱門搖滾歌曲榜）   | 1    |
| 美國（《告示牌》主流四十強單曲榜） | 34   |
| 美國（《告示牌》節奏單曲榜）       | 40   |

## 銷量認證
| 地區                               | 认证    | 认证单位/销量 |
| ---------------------------------- | ------- | ------------- |
| 澳大利亚（澳大利亚唱片业协会）     | 5× 白金 | 350,000‡      |
| 奥地利（國際唱片業協會奧地利分會） | 2× 白金 | 60,000‡       |
| 比利时（比利時唱片音樂協會）       | 2× 白金 | 40,000‡       |
| 加拿大（加拿大音乐协会）           | 6× 白金 | 480,000‡      |
| 丹麦（國際唱片業協會丹麥分會）     | 2× 白金 | 180,000‡      |
| 法国（法國唱片出版業公會）         | 白金    | 200,000‡      |
| 德国（聯邦音樂產業協會）           | 白金    | 400,000‡      |
| 意大利（意大利音乐产业联盟）       | 3× 白金 | 210,000‡      |
| 墨西哥（墨西哥音像製品協會）       | 金      | 30,000‡       |
| 新西兰（新西兰唱片音乐协会）       | 3× 白金 | 90,000‡       |
| 波兰（波蘭音像製造商協會）         | 2× 白金 | 40,000‡       |
| 葡萄牙（葡萄牙唱片業協會）         | 3× 白金 | 30,000‡       |
| 西班牙（西班牙音樂製作協會）       | 白金    | 40,000‡       |
| 英国（英国唱片业协会）             | 白金    | 600,000‡      |
| 美国（美國唱片業協會）             | 5× 白金 | 5,000,000‡    |
| ‡僅含認證的+實際銷量               |         |               |

## 混音版本
2020年11月6日，〈壞心情〉的官方混音版推出，當中邀請加拿大歌手小賈斯汀及哥倫比亞歌手J·巴爾文客串。24K純金痞孩也在混音版當中添加了新的饒舌段子來取代原段歌詞。歌曲的動畫版歌詞影片也隨單曲發行而推出。
《Complex》的喬丹·羅斯認為小賈斯汀與J·巴爾文為〈壞心情〉的「完美補充」。《前音後果》的雷恩·格雷夫斯則寫道：「（小賈斯汀與J·巴爾文）的歌聲就像沒有人在這個星球上，有助於24K純金痞孩在此曲中大放異彩。」

## 發行歷史
| 地區   | 日期          | 發行版本 | 發行方式      | 唱片公司      | Ref.    |
| ------ | ------------- | -------- | ------------- | ------------- | ------- |
| 全球   | 2020年7月24日 | 原版     | 下載 串流     | 哥倫比亞      | [ 105 ] |
| 澳洲   | 2020年8月28日 | 原版     | 當代流行電台  | 哥倫比亞 索尼 | [ 106 ] |
| 美國   | 2020年9月8日  | 原版     | 另類音樂電台  | 哥倫比亞      | [ 107 ] |
| 美國   | 2020年9月15日 | 原版     | 當代節奏電台  | 哥倫比亞      | [ 108 ] |
| 義大利 | 2020年9月25日 | 原版     | 當代熱門電台  | 索尼          | [ 109 ] |
| 美國   | 2020年10月5日 | 原版     | 熱門成人當代  | 哥倫比亞      | [ 110 ] |
| 全球   | 2020年11月6日 | 混音版   | 數位下載 串流 | 哥倫比亞      | [ 111 ] |